# Coralito (telenovela)
Coralito es una telenovela puertorriqueña producida por la cadena de televisión Telemundo transmitida entre los años 1983 y 1984. Los personajes principales fueron interpretados por Sully Díaz como CORALITO y Salvador Pineda como EMILIANO, con la participación antagónica de Amalia Cruz como JENNIFER. El tema de la telenovela está escrito por el cantautor argentino-mexicano Laureano Brizuela y es interpretado por la cantautora puertorriqueña-estadounidense Ednita Nazario llamado Mi pequeño amor.

#### Sinopsis
Coralito es una chica humilde pero que no se deja dominar por nadie. Ha crecido con su madre en la costa, desconociendo quien es su padre, un multimillonario de la capital que engaño a su madre con falsas promesas. Al morirse su madre decide abandonar su pueblerino e irse a la capital con su conejito Tambor. Entra a trabajar como sirvienta en casa de los Zambrano. Allí conoce a Emiliano, el hijo y orgullo de Filiberto Zambrano. Coralito y Emiliano se enamoraron, ambos ignorantes de la verdadera relación que existe entre Filiberto Zambrano y Coralito.

## Elenco
- Sully Díaz - Coralito
- Salvador Pineda - Emiliano Aguirre

#### Actriz Invitada
- Amalía Cruz - Jennifer

#### Con la participación especial de
- Samuel Molina - Filiberto Zambrano

#### Protagonistas por orden alfabético
- Alida Arizmendi - Estrella
- Victor Arrillaga - Ramon
- Ivonne Coll - Elvira
- Ofelia D´Acosta - Severina
- Santiago García Ortega - Padre Benito
- María Esther Lassalle - Canela
- Claribel Medina - Claribel
- Von Marie Méndez - Purita
- Nelson Milian - Diego
- Joffre Pérez - Pedro
- Luz María Rondón - Iginia
- Raúl Rosado - Juanma
- Pedro Telémaco - Isidro
- Braulio Castillo Jr - Gregory
- Pedro Orlando Torres - Patrick

#### Y la actuación estelar de
- Armando Martínez - Fidel

## Equipo de producción
- Original de: Mariela Romero
- Libreto: Hada Béjar
- Musicalizador: Roberto López - "Papirín"
- Apuntador: Javier Nazarío
- Coordinador: Mike Oliveras
- Productor general: Ángel del Cerro
- Jefe de Producción: Carlos Suárez
- Asistente de producción: Magaly Rodríguez, Nelly Figueroa
- Post-Producción: Carlos Nieves
- Dirección artística: Dean Zayas
- Co-director: Carlos Rivas
- Asistente de dirección: Tanya Barbieri
- Dirección general: Pablo Frankel